# 캐릭터 디자인

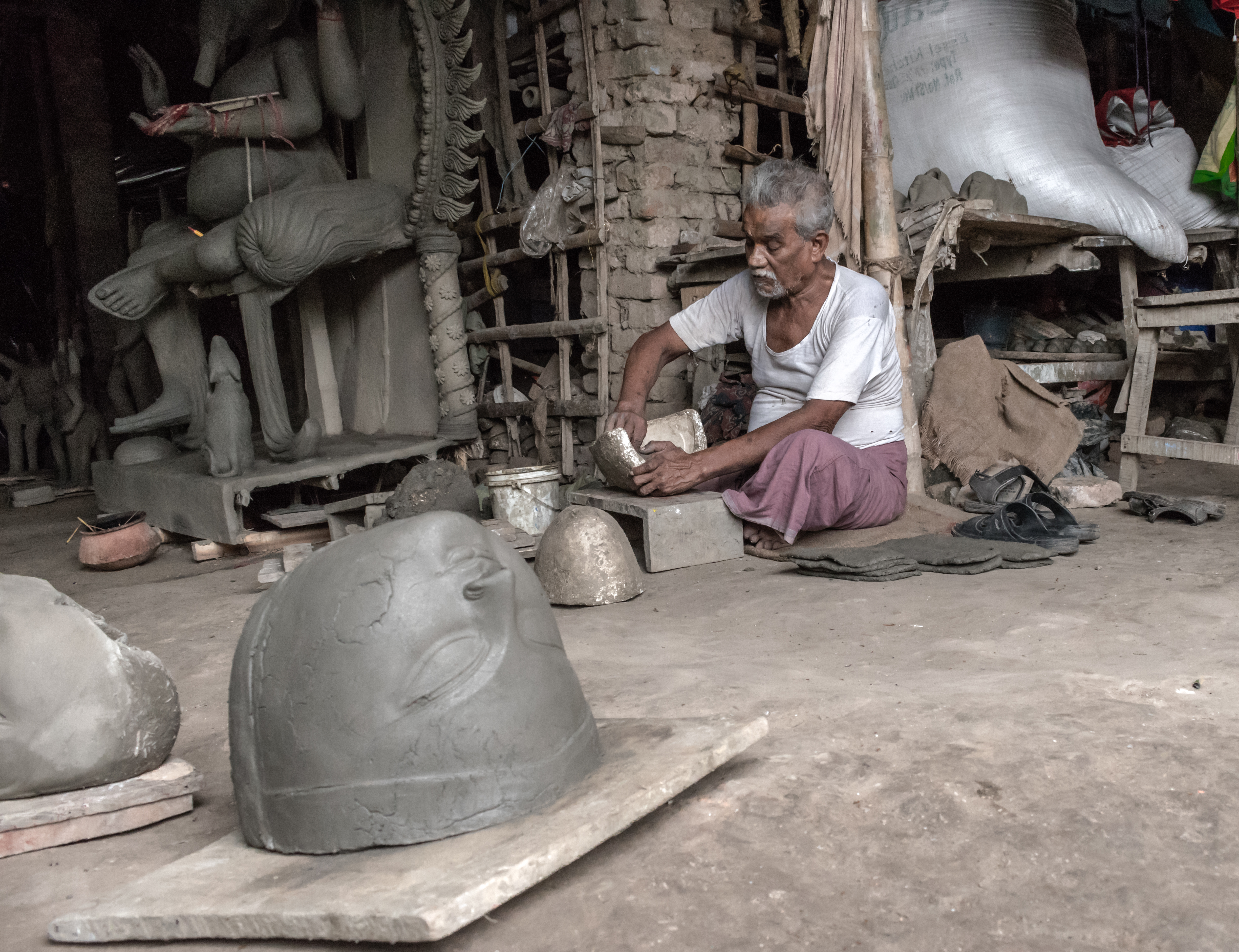

캐릭터 디자인이란 애니메이션・영화・컴퓨터 게임 등에서 등장하는 등장인물(캐릭터)의 외견이나 이미지를 디자인하는 것이다. 그 업무를 담당하는 사람은 캐릭터 디자이너라고 부른다.

## 같이 보기
- 원화